# Orani João Tempesta
Orani João Tempesta (nacido el 23 de junio de 1950) es un cardenal de la Iglesia católica, es el actual arzobispo metropolitano de Río de Janeiro. Fue nombrado para ese cargo por el papa Benedicto XVI el 27 de febrero de 2009, y tomó posesión de la sede el 19 de abril de 2009.

## Biografía

### Primeros años
Orani João Tempesta nació en São José do Rio Pardo, en la diócesis de São João da Boa Vista.
Después de completar sus estudios de primaria y de secundaria en São José do Rio Pardo, entró en el monasterio cisterciense de San Bernardo en la misma ciudad en 1967. Estudió filosofía en el monasterio de São Bento en São Paulo, y teología en el Instituto Teológico Salesiano de Pío IX, en São Paulo.

### Sacerdote y abad
Hizo su profesión religiosa en la Orden de los Cistercienses, el 2 de febrero de 1969 y fue ordenado sacerdote el 7 de diciembre de 1974.
En 1984 fue nombrado prior de su monasterio, mientras que también actúa como párroco de la Parroquia de San Roque, como coordinador diocesano de Comunicaciones y Atención Pastoral, y como profesor en el instituto Coração de Maria en São João da Boa Vista. En septiembre de 1996, cuando el monasterio de San Bernardo se convirtió en una abadía, fue elegido el primer abad.

## Episcopado

### Obispo de São José do Rio Preto
El 26 de febrero de 1997, el Santo Padre Juan Pablo II lo nombró III Obispo de la Diócesis de São José do Rio Preto.
Recibió la ordenación episcopal el 25 de abril de ese año. Además fue administrador apostólico de la abadía territorial de Claraval a partir de 1999 hasta que se unió a la diócesis de Guaxupé el 11 de diciembre de 2002.
El 8 de mayo de 2003 fue elegido presidente de la Comisión episcopal para la Cultura, Educación y Comunicación Social del episcopado de Brasil, cargo para el que sería reelegido hasta 2011. Fue también miembro del Consejo Episcopal Pastoral.

### Arzobispo de Belém do Pará
El 13 de octubre de 2004, Juan Pablo II lo nombró IX Arzobispo Metropolitano de la Arquidiócesis de Belém do Pará.
Tomó posesión canónica el 8 de diciembre de 2004, en la Catedral Metropolitana de Nuestra Señora de la Gracia, situada en la Plaza Fray Caetano Brandão, en la Solemnidad de la Inmaculada Concepción.
En 2007 fue delegado a la V Conferencia General de los Obispos de América Latina y el Caribe .
El 19 de noviembre de 2008 fue honrado con el título de doctor honoris causa del Centro Universitário São Camilo, de los Padres Camilianos de São Paulo.

### Arzobispo de San Sebastián de Río de Janeiro
El 27 de febrero de 2009, el Santo Padre Benedicto XVI lo nombró XXIX Arzobispo Metropolitano de la Arquidiócesis de San Sebastián de Río de Janeiro. 
El arzobispo Tempesta tomó posesión de la sede el 19 de abril de 2009, el cuarto aniversario de la elección del papa Benedicto XVI. También asumió como gran canciller de la Pontificia Universidad Católica de Río, y presidente de la pastoral del menor de la arquidiócesis de Río de Janeiro.

## Cardenalato
Durante el consistorio del 22 de febrero de 2014, el papa Francisco lo creó cardenal presbítero con el titulus de Santa María Madre de la Providencia en Monte Verde.
El 29 de julio de 2014 fue nombrado miembro de la Congregación para la Evangelización de los Pueblos.
El 13 de octubre de 2020 fue confirmado como miembro de la Congregación para la Evangelización de los Pueblos ad aliud quinquennium.
El 7 de diciembre de 2020 fue nombrado miembro de la Pontificia Comisión para América Latina ad quinquennium.
El 22 de junio de 2021 fue confirmado como miembro de la Congregación para la Educación Católica ad aliud quinquennium.
El 3 de mayo de 2022 fue nombrado miembro de la Congregación para el Culto Divino y la Disciplina de los Sacramentos ad quinquennium.

## Jornada Mundial de la Juventud 2013

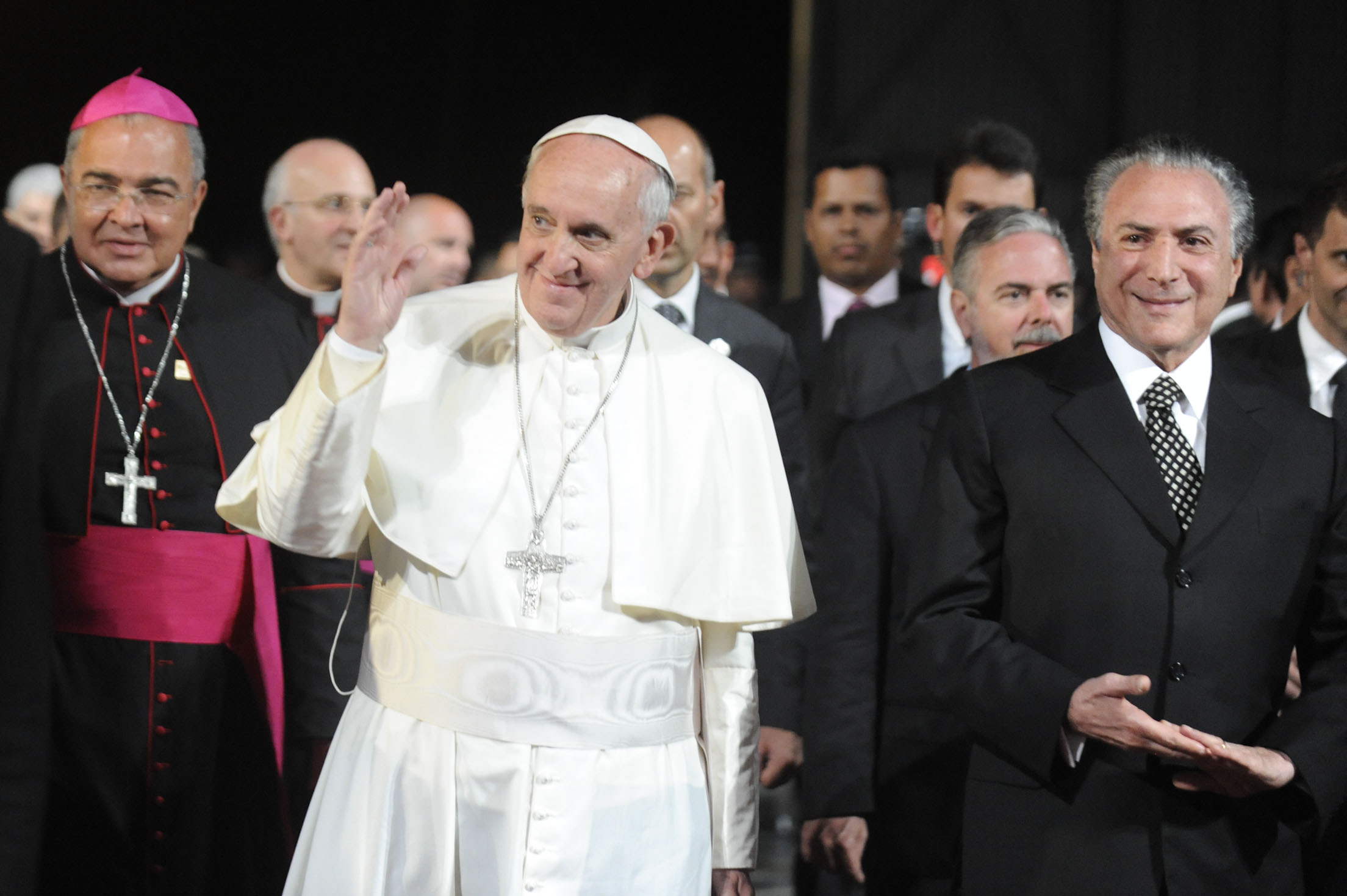
El papa Francisco, flanqueado por el arzobispo Orani João Tempesta (a la izquierda de la imagen) y por el vicepresidente Michel Temer (a la derecha), en su despedida en la base aérea de Galeão, luego de la finalización de la XXVIII Jornada Mundial de la Juventud en Río de Janeiro.

Para la XXVIII Jornada Mundial de la Juventud en Río de Janeiro, Orani João Tempesta fue nombrado presidente del Comité Organizador Local.
Ante la renuncia de Benedicto XVI, y antes del cónclave de 2013 en el que se eligió a Jorge Mario Bergoglio como nuevo sumo pontífice, el arzobispo Orani João Tempesta aseguró que se seguiría avanzando en los preparativos para realizar el encuentro, y que esa sería una jornada «de dos papas», uno que estaría en oración por el encuentro y otro que presidiría las celebraciones. El 19 de julio de 2013, el papa Francisco se encontró con el obispo emérito de Roma, Benedicto XVI, con quien rezó por su viaje a Brasil en ocasión de la Jornada Mundial de la Juventud.
La Jornada alcanzó niveles de participación de 3 millones de personas o más, y se la considera la segunda más grande de la Historia luego de la Jornada Mundial de la Juventud 1995 realizada en Manila (Filipinas).
| Predecesor: Vicente Joaquim Zico | Arzobispo de Belém do Pará 13 de octubre de 2004-19 de abril de 2009                                       | Sucesor: Alberto Taveira Corrêa |
| Predecesor: Eusébio Scheid       | Arzobispo de Río de Janeiro 27 de febrero de 2009 -En el cargo                                             | Sucesor: -                      |
| Predecesor: Luis Aponte Martínez | Cardenal presbítero de Santa María Madre de la Providencia en Monte Verde 22 de febrero de 2014 - presente | Sucesor: En el cargo            |